# Botte (équitation)
Pour les articles homonymes, voir Botte.

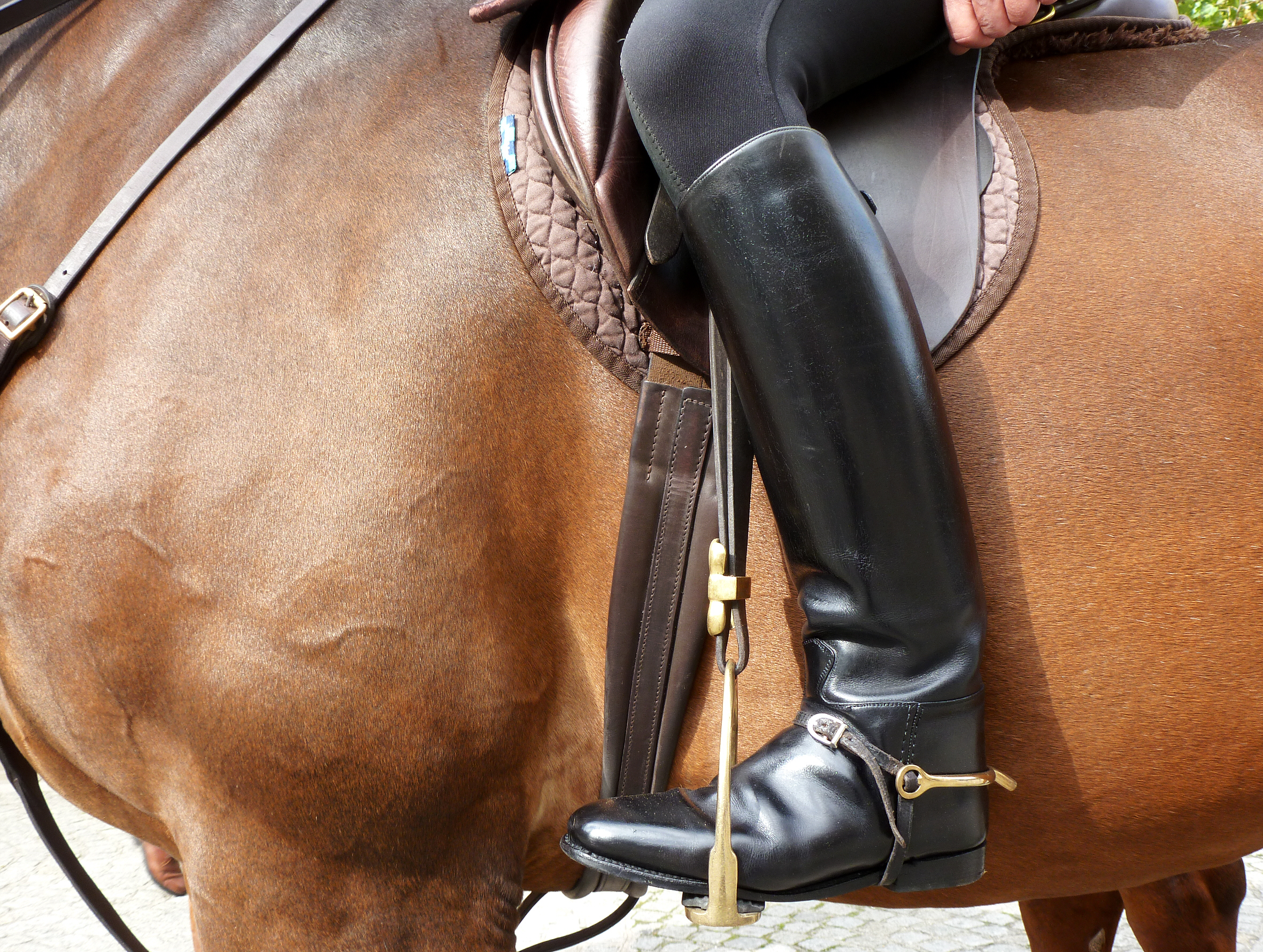
Bottes d'équitation portées par un policier de la Cité de Londres.

Une botte d'équitation est une botte conçue pour la pratique de l'équitation. La botte classique monte suffisamment haut pour éviter que le cuir de la selle ne pince la jambe du cavalier, possède un bout robuste pour protéger le pied du cavalier au sol et un talon distinct pour empêcher le pied de glisser dans l'étrier. La semelle est lisse ou légèrement texturée pour éviter de se coincer dans la semelle de l'étrier en cas de chute. La botte d'équitation moderne a un talon relativement bas, de moins de 2,5 cm. Historiquement, un talon plus haut était courant, car il a toujours été essentiel pour les bottes d'équitation d'empêcher le pied de glisser à travers l'étrier. Aujourd'hui, seuls certains styles de bottes comme la botte western conservent un talon plus haut que les autres bottes d'équitation modernes.

## Histoire

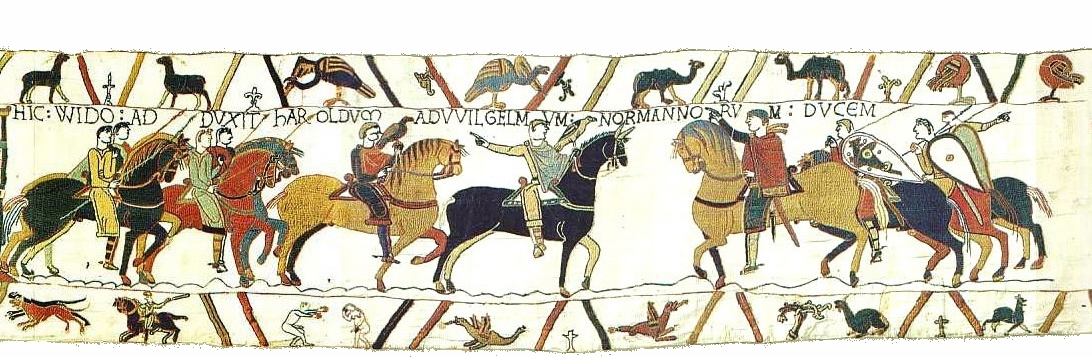
Scène de la Tapisserie de Bayeux où les cavaliers portent des braies renforcées par des bandes de tissu.

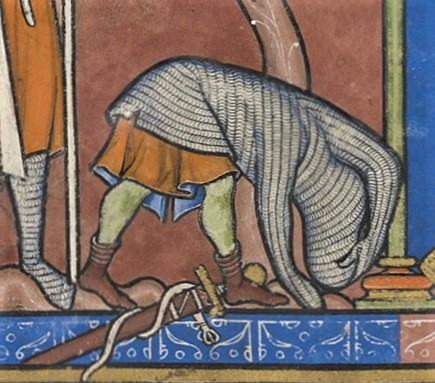
Détail d'une enluminure ou l'on distingue un élément de cotte de mailles couvrant le pied et la jambe de son porteur.

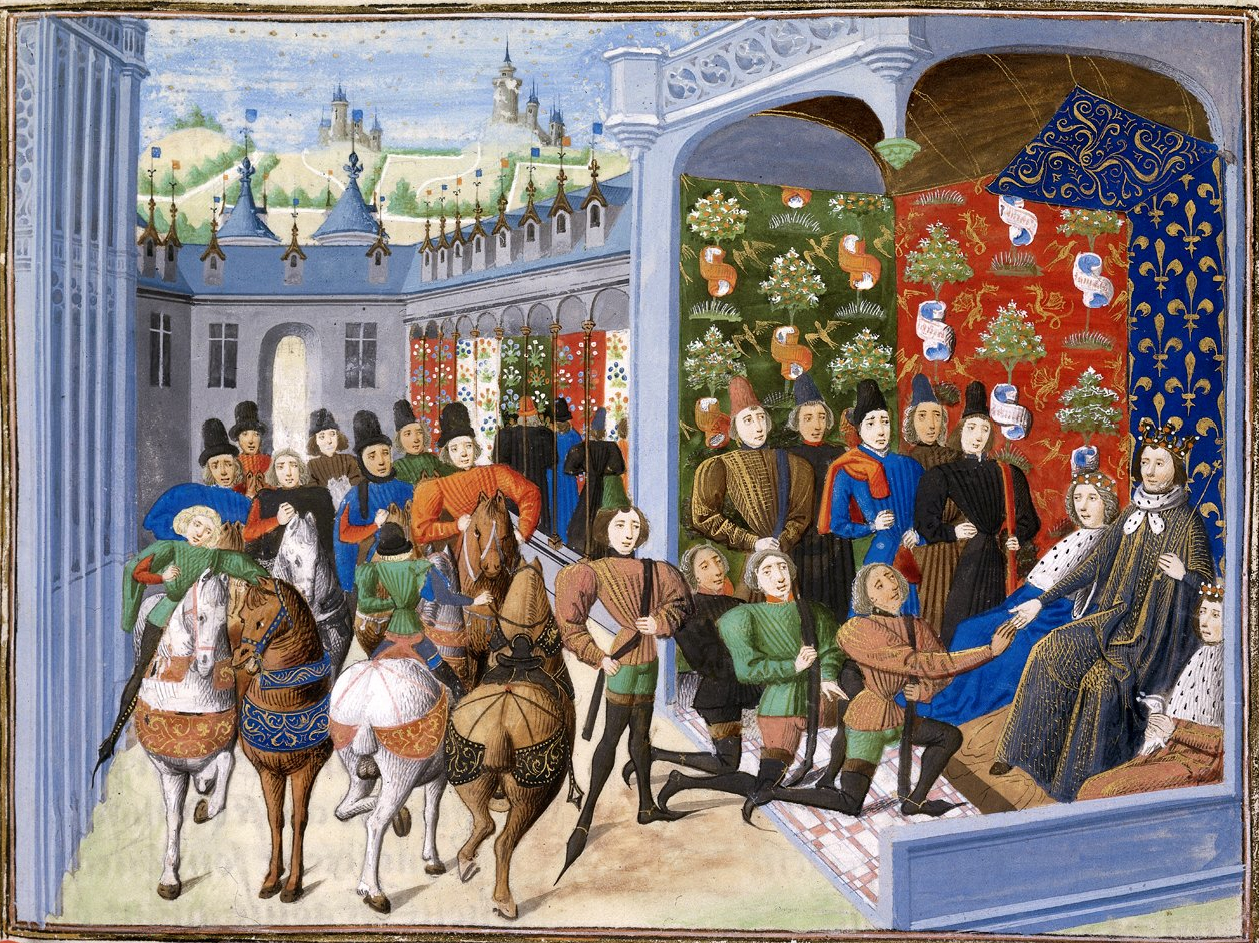
Enluminure des chroniques de Jean Froissart représentant le Traité de Troyes.

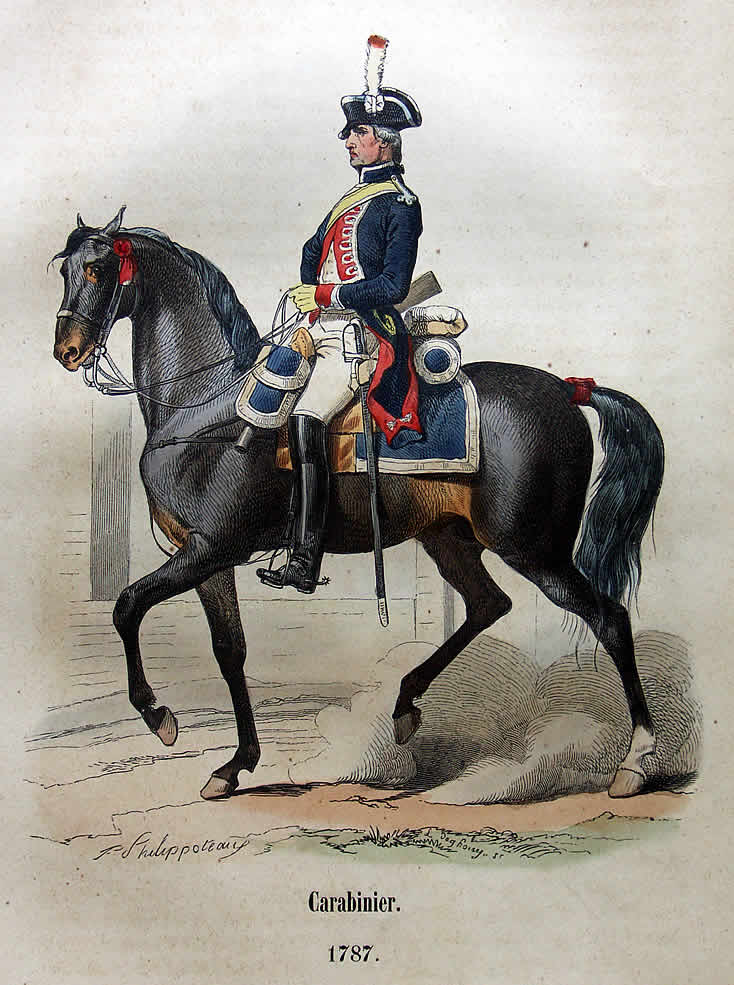
Carabinier français en uniforme de 1787 portant des bottes à l'écuyère en service à cheval.

Si la domestication du cheval s'est produite il y a 10 000 ans dans les steppes d'Asie centrale, ce n'est que bien plus récemment qu'est apparue la botte d'équitation,. Avant l'apparition des bottes les cavaliers d'Europe du Nord portaient souvent des braies qui pouvaient être soutenues par des bandages de tissu comme on peut le remarquer dans l'iconographie jusqu'au XIe siècle. Cet usage va disparaître avec l'apparition de nouvelles cottes de mailles couvrant désormais les jambes et les pieds notamment pour les cavaliers. On ne connait pas la date précise de l'apparition de la botte d'équitation, elle serait apparue à la fin du XIIe siècle car on en retrouve des traces dans des représentations iconographiques de cette période en Espagne dans la cathédrale de Tudela,. Les premières chaussures semblables aux bottes par leur forme sont d'origine romaine et sont appelées "Huesas" ou "Osas", elles sont en cuir et remontent plus ou moins haut sur la jambe et sont documentées bien plus tard entre les Xe siècle et XIIIe siècle. On ne sait pas si elles étaient utilisées lors de la pratique de l'équitation, néanmoins elles ont peut-être servi de base à la botte d'équitation. Les bottes que l'on retrouve représentées dans la cathédrale de Tudela en Navarre sont d'origine arabe et viennent des "babugas" ou "balugas" apportées par les Omeyyades. Elles étaient en cuir souple et remontaient au-dessus de la cheville. Elles ne semblent pas avoir été utilisées uniquement par les cavaliers.

Le mot botte apparaît au XIVe siècle et désigne une chaussure en cuir dur remontant sur la jambe et dédiée à la pratique de l'équitation. Mais il faut attendre le XVIe siècle pour qu'elle se généralise. La forme courante des bottes portées notamment aux XVe et XVIe siècles est la cuissarde pour la pratique de l'équitation, c'est ce que l'on peut observer dans les Chroniques de Jean Froissart. Les bottes sont portées simplement pour la pratique de l'équitation ou la chasse et pour la pratique de la joute ou de la guerre elles sont gardées et on y place dessus les jambières de l'armure. Ses chaussures étaient dédiées à ces seules activités, ainsi un noble distingué se devait de revêtir d'autres chaussures au sein du logis. Ceci explique la colère du futur Louis XI face à son père Charles VII qui se rendit chez lui sans y être invité et sans s'être changé de ses habits de chasse. Alors que la botte avait un dessous lisse au XIIIe siècle, au XVe la botte reçoit un talon pour mieux maintenir les étriers. Elle suit aussi l'évolution de la mode et perd lors de la seconde moitié du XVe siècle la pointe caractéristique de la poulaine pour une forme plus arrondie, cependant les armures conservent encore cette forme jusqu'au début du XVIe siècle. Au XVIe siècle le mot bottes entre dans le langage courant, les bottes de l'époque sont surtout faites en cuir de vache ou de porc mais aussi plus rarement en cuir de martre. La botte est utilisée au XVIe siècle dans un usage civil, en ville et loin du monde équestre surtout en France, en Angleterre et au Portugal, mais pas en Espagne à l'exception de la noblesse et du roi notamment rappelant leur fonction. Au milieu du XVIe siècle apparaissent les bottines qui sont des bottes plus basses et parfois évasées très populaires notamment en Europe du Nord comme aux Pays-Bas ou en Angleterre, nommée botte à la Française qui vont devenir très populaires au début du XVIIe siècle vers 1630 à la fois dans un contexte équestre mais aussi dans un contexte civil et domestique. Avec la formation des mousquetaires apparaissent de nouvelles bottes, les bottes de mousquetaire, qui sont des cuissardes mais relativement souples qui sont généralement pliées en dessous du genou. Ce modèle pratique pour le combat à la fois à cheval et à pied sera utilisé par les tercios espagnols notamment dans le cas de terrains humides comme dans les Flandres. En France les mousquetaires vont dans leur tenue réglementaire longtemps porter des bottes de cavalerie lourde, des cuissardes. Par un règlement de 1683 ils ont reçu des bottes plus légères, moins hautes avec un haut relativement évasé. À cette époque il n'y a ni pied droit ni pied gauche, la semelle n'est pas plate mais en pente, les mollets sont très serrés et la tige est droite et étroite. Ce type de bottes sera gardé notamment pour la pratique de la chasse dans les cour royale et sera remplacé au fur et à mesure en France sous le règne de Louis XV dans le domaine militaire par d'autres bottes. Les régiments de cavalerie légère adoptèrent aussi des demi-bottes, des chaussures avec des gamaches (guêtres) généralement pour des combats à la fois à cheval et à pied comme le pratiquent les dragons. À la seconde moitié du XVIIIe siècle apparaît la botte à l'écuyère qui est très vite adoptée pour un usage civil et militaire de l'équitation. Cette bottes est surtout utilisée par les régiment de cavalerie lourde, de ligne mais aussi par les officiers et par les civil. Elle est haute, peut être de tige dure ou molle en fonction de l'utilisation mais surtout possède deux revers souples plus ou moins grands passant au-dessus du genou,. Pour les régiments de cavalerie légère apparaît la botte à la hussarde dite botte à la hongroise ou Souvarov qui ne monte pas au-dessus du genou et est parfois très colorée.

### Bottes d'équitation à l'anglaise
Pour les disciplines équestres relevant de l'équitation anglaise, il existe différents styles de bottes d'équitation, adaptées à différents styles d'équitation, des concours hippiques à l'équitation de loisir. Les bottes hautes, qui s'arrêtent juste en dessous du genou, comprennent les bottes de campagne, les bottes de dressage et les bottes de chasse. Il s'agit de la tenue de concours standard, portée par tous les concurrents des disciplines de chasse/saut d'obstacles et de dressage. Les bottes de paddock plus basses, qui s'arrêtent juste au-dessus de la cheville, sont portées par les enfants, par certains concurrents de concours au Royaume-Uni, en Australie et par ceux qui présentent des selles.

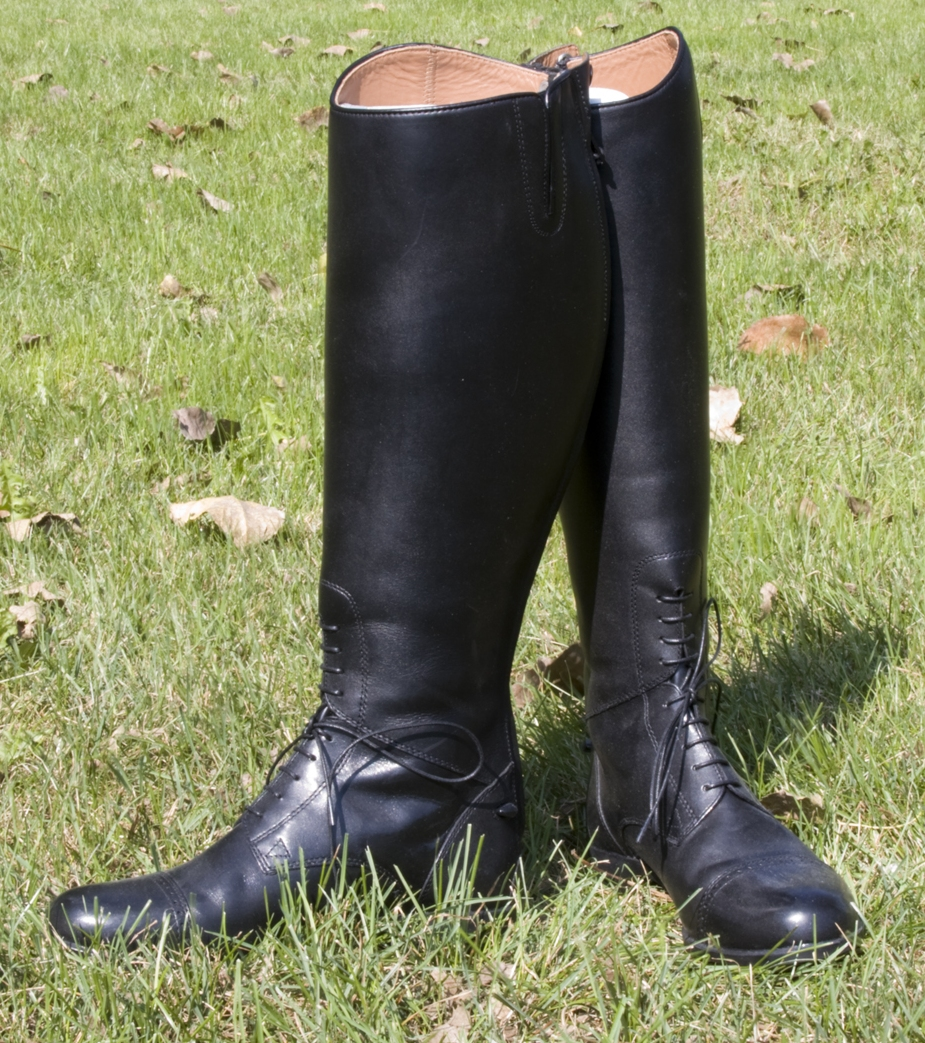
Bottes d'équitation mixte avec des lacets.

Bottes d'équitation mixte : elles étaient traditionnellement portées par les officiers de grade supérieur dans les pays anglo-saxons, elles sont dotées d'un laçage à l'empeigne, ce qui permet au cavalier d'être plus à l'aise grâce à la cheville très fléchie, due à la longueur plus courte des étriers, nécessaire pour franchir les obstacles. Par conséquent, elles sont privilégiées dans toutes les disciplines de saut d'obstacles, y compris l'équitation de chasse, le saut d'obstacles, la chasse au renard et les deux phases de saut du concours complet. Elles sont également portées par les policiers à moto ou en patrouille à cheval, ainsi que par certains services de police avec leur uniforme de « classe A » ou avec les unités montées de cérémonie. La majorité des bottes de combat sont noires, bien que des bottes marron soient également disponibles. Il s'agit actuellement du modèle classique de bottes au niveau international. Aujourd'hui les lacets ne sont plus aussi longs et ne sont généralement plus à lacer.

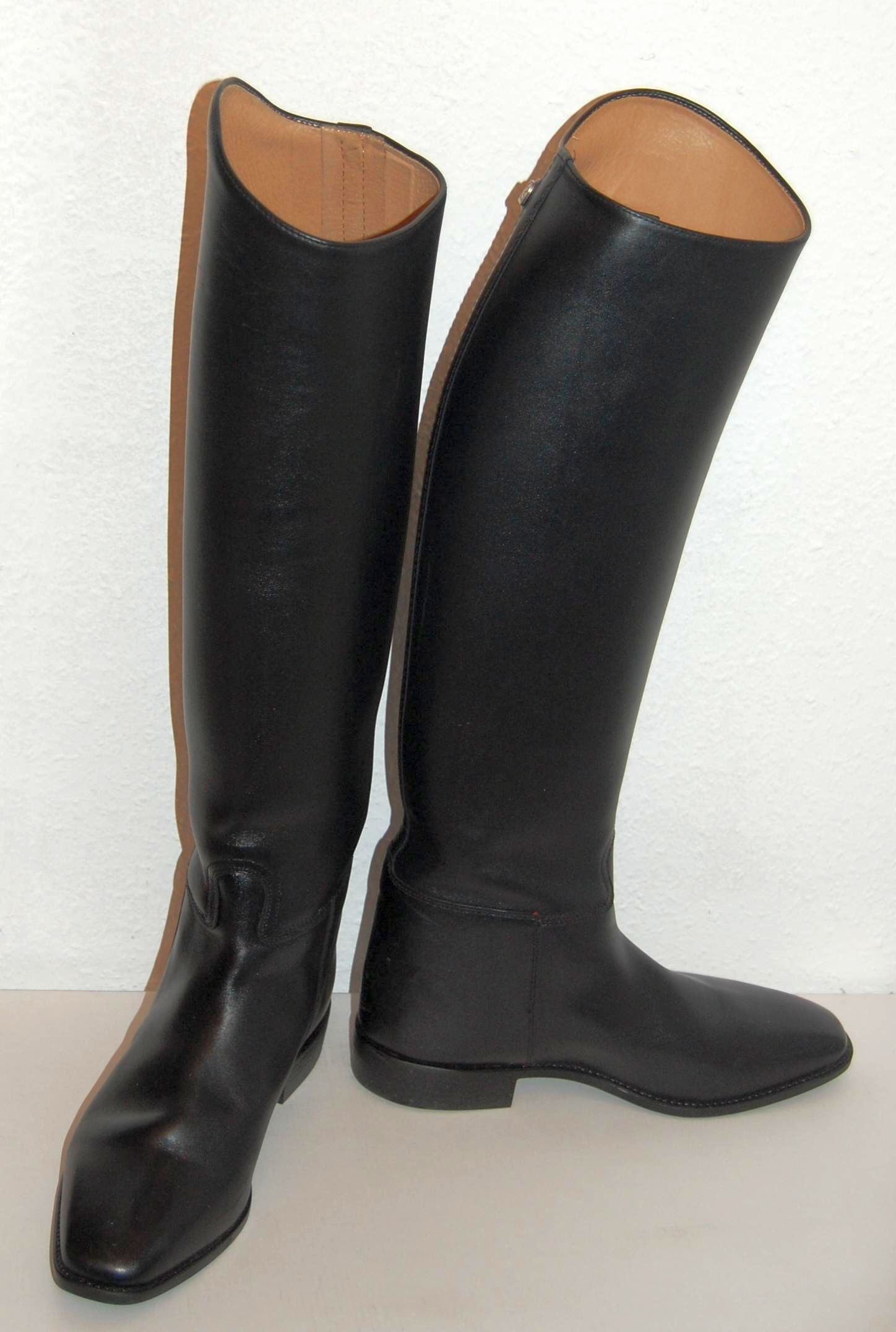
Bottes de dressage sans ouverture.

Bottes de dressage : elles ne sont pas lacées à la cheville et sont généralement plus rigides. Elles sont portées par les cavaliers de dressage, les cavaliers de concours complet en phase de dressage et lors des chasses au renard officielles. Elles ont également été portées par les cavaliers de saut d'obstacles anciennement dans une version moins haute et sans fermeture éclair. Les bottes de dressage sont traditionnellement noires. Une mode récente est celle des bottes de dressage, dont la coupe monte très haut sur l'extérieur du genou. Certaines bottes de dressage actuelles portent des lacets sur le devant, montant sur tout le haut de la botte pour des question esthétiques. Aujourd'hui elles ne sont plus uniquement fermée mais peuvent avoir une fermeture éclair positionnée à l'avant de la tige côté intérieur, contrairement aux bottes mixtes où la fermeture est à l'arrière ou sur le côté extérieur.

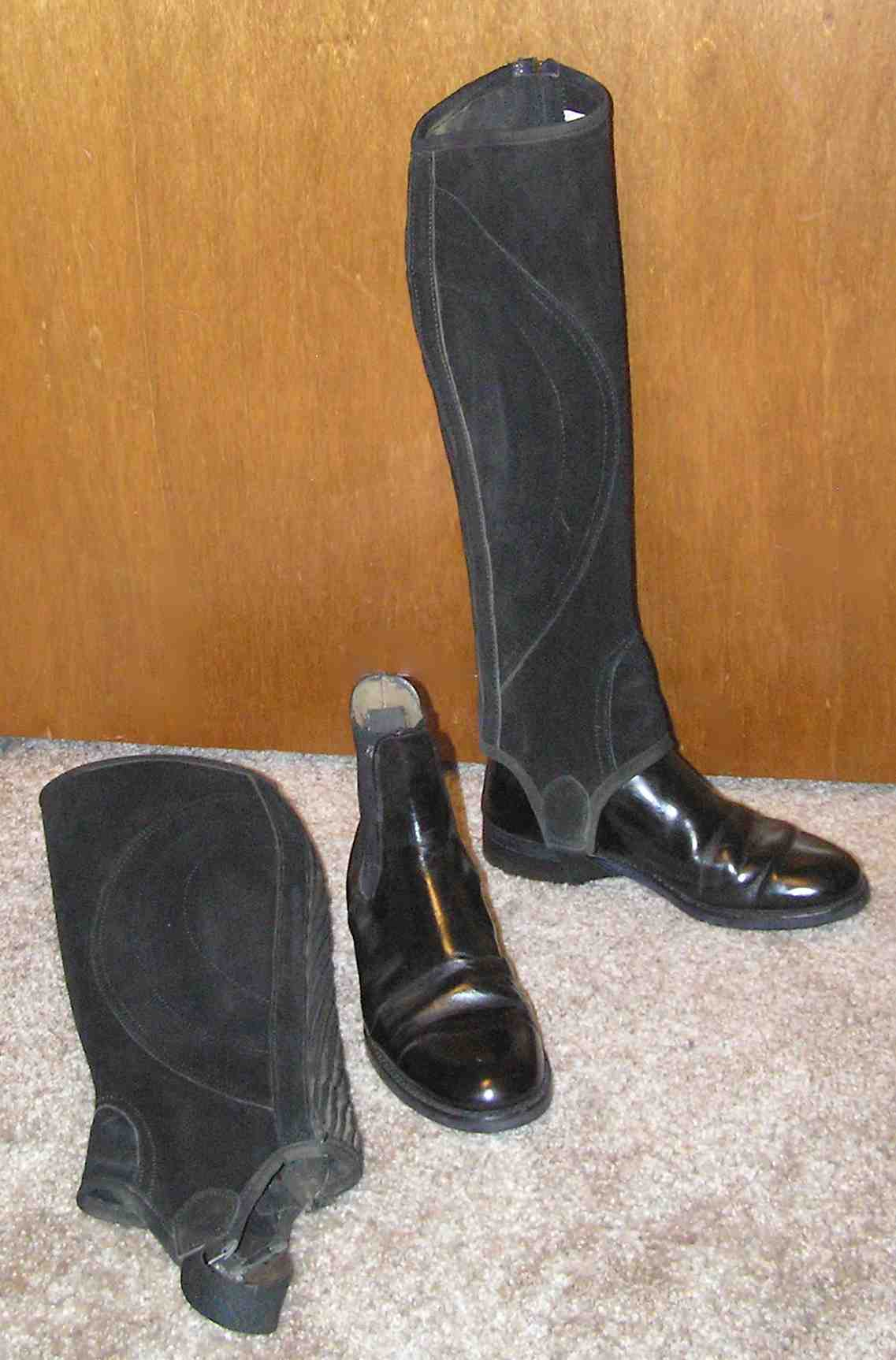
Boots et chaps.

Boots et chaps : il s'agit de bottines qui sont généralement portées avec des guêtres, l'ensemble commercialisé sous son nom anglais boots et chaps. Elles reprennent le type de bottes utilisé par les régiment de dragons ou d'infanterie montée de la fin du XVIIe siècle et de la première moitié du XVIIIe siècle. La bottine apparait au début du XIXe siècle toujours dans le domaine militaire où pour certaines unités le port d'un pantalon spécial allant avec la kurka, habit d'origine polonaise, empêche le port de bottes hautes. Principalement utilisée par les régiments de chevau-légers des armée de toute l'Europe ainsi que chez les Tatars et les Cosaques, les bottines sont ensuite avant la fin des guerres napoléoniennes portées par des officiers notamment dans les armées britannique, prussienne, russe ou danoise. Elles seront aussi utilisées par les femmes dans le contexte de la monte en amazone. Les boots sont devenues très populaire au XXe siècle portées seules, depuis pour la sécurité du porteur il est généralement demandé de les porter avec des chaps,. Elles sont d'ailleurs très populaires chez les enfants. Elles sont couramment utilisées en Australie comme botte d'équitation et botte de ville. Elles font partie de la tenue obligatoire lors des compétitions de chevaux de trait australiens et pour l'équitation en poney-club. Les versions plus lourdes, comme les bottes Blundstone, sont conçues pour les travaux courants et le jardinage, mais ne conviennent pas à l'équitation en raison de leurs semelles lourdes et profondément rainurées.

## Galerie

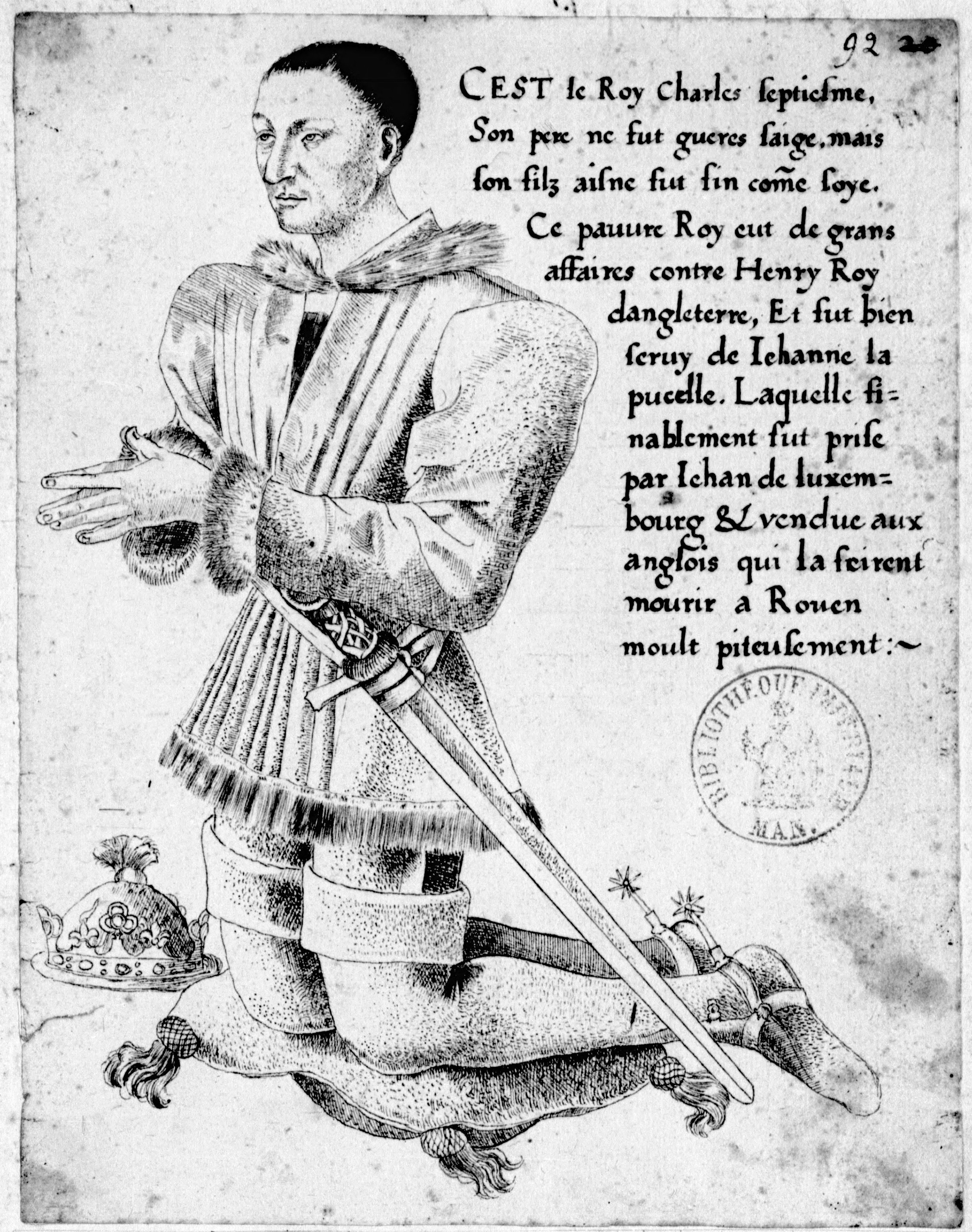
Portrait de Charles VII en prière portant des cuissardes, d'après une peinture de Jean Fouquet (collection Roger de Gaignières, Paris, BNF, XVIe siècle).
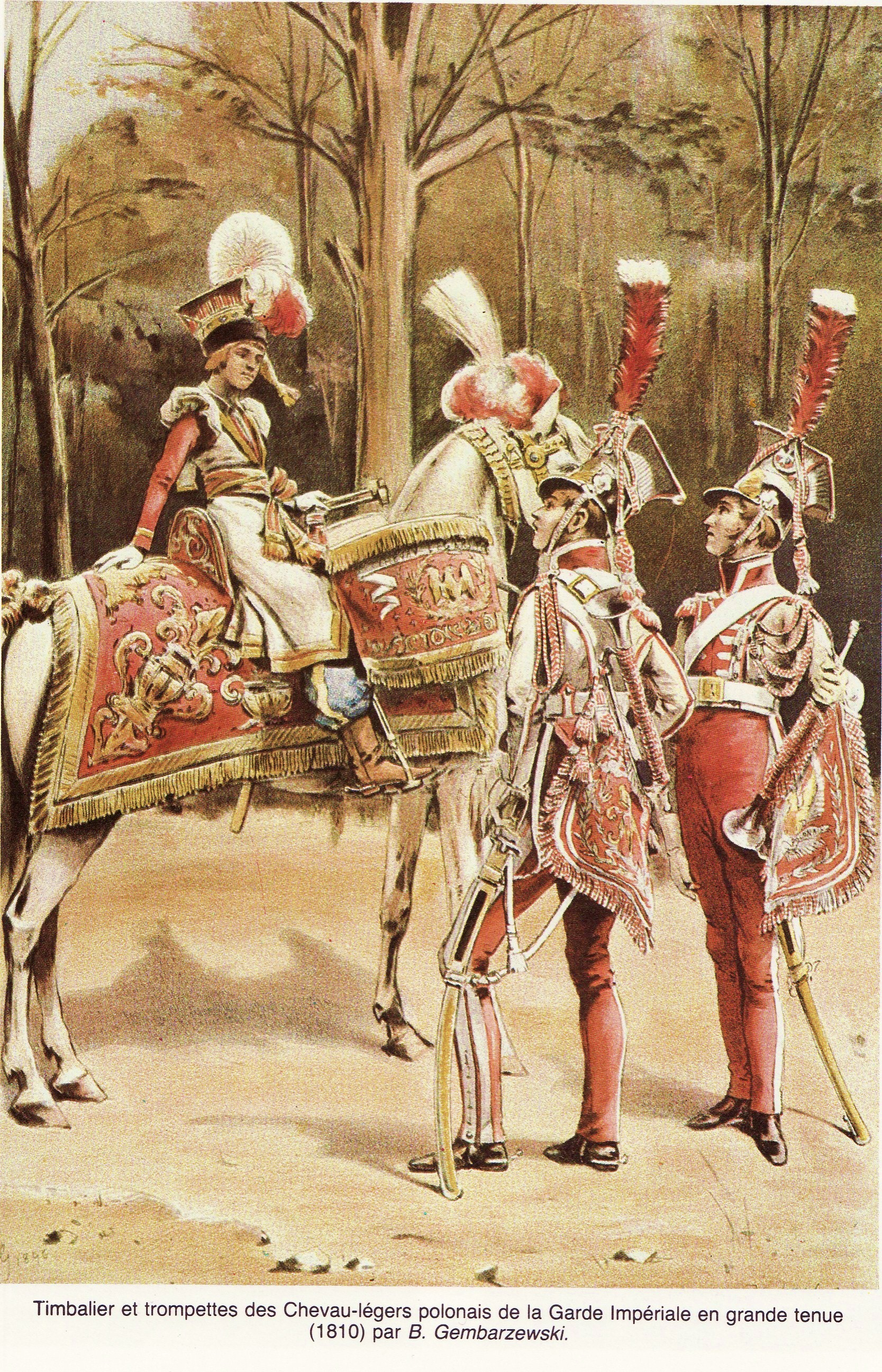
Trompettes et timbalier des lanciers polonais de la Garde impériale en grande tenue, les trompettes portant des bottines, par Bronisław Gembarzewski.
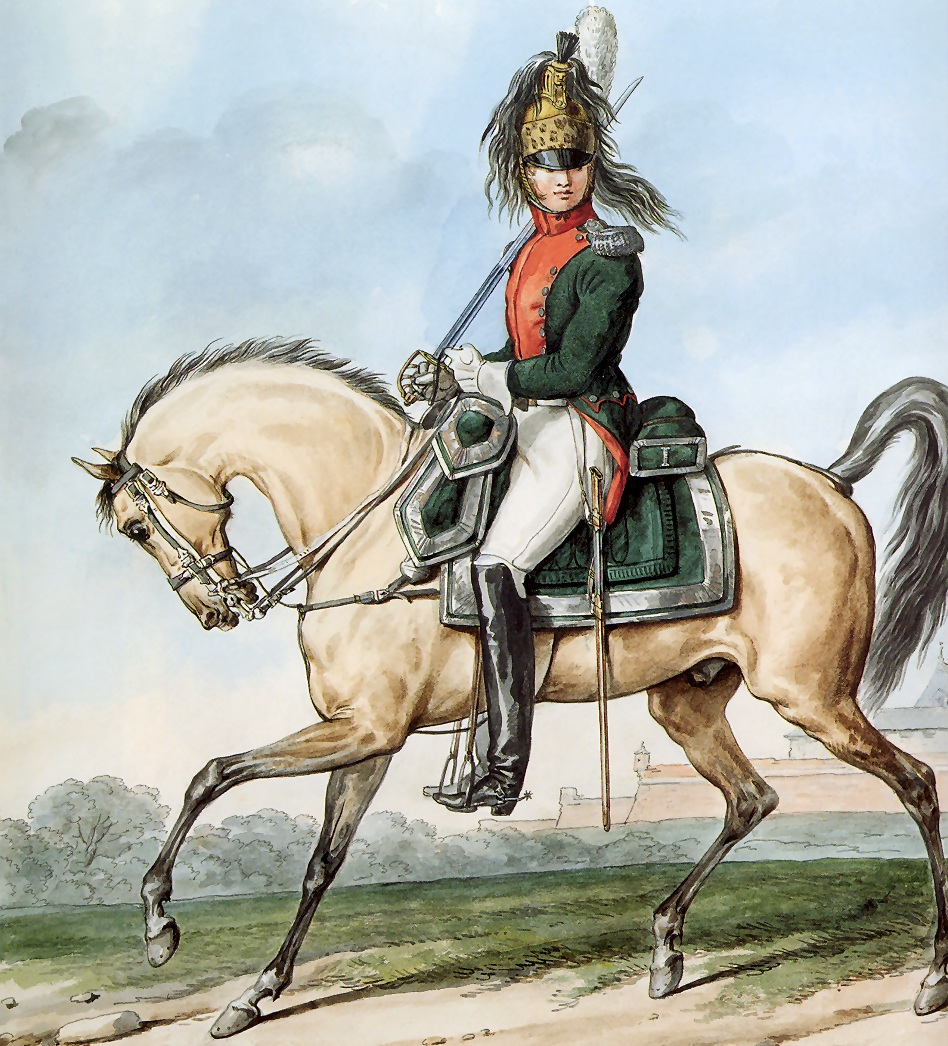
Colonel du 1er régiment de dragons portant des bottes à l'écuyère.
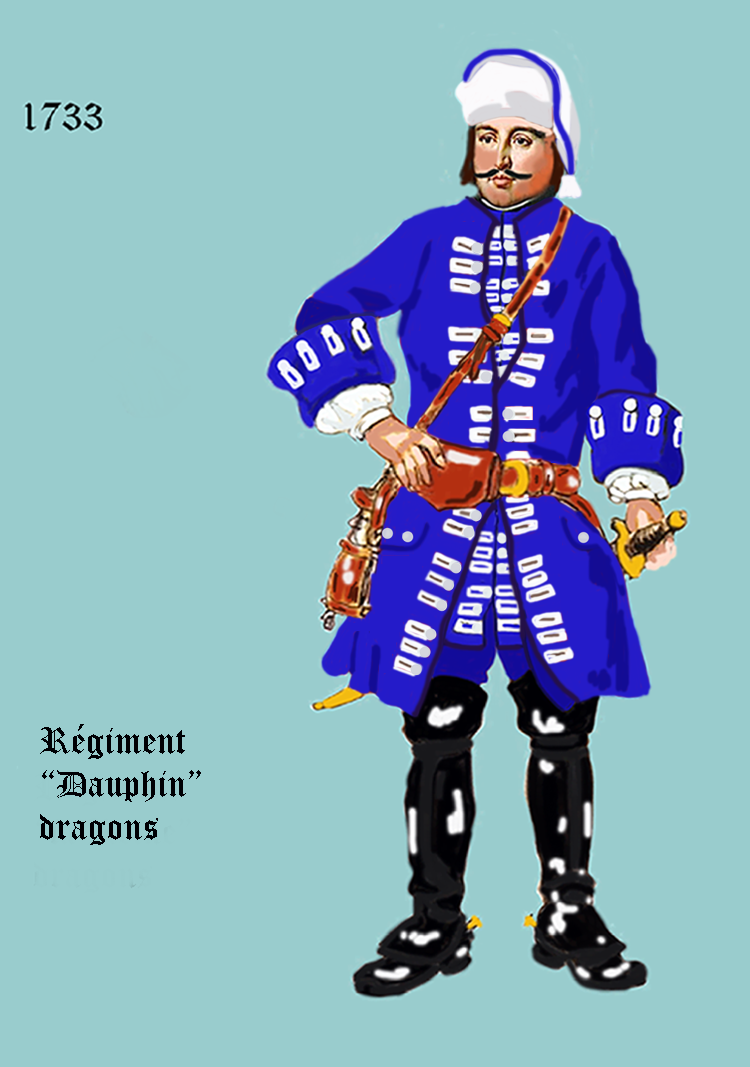
Dragon du Régiment du Dauphin dragons.